# Кузен, Жан (Старший)
Жан Кузен Старший (фр. Jean Cousin l'Ancien; ок. 1503, Суси, близ Санса, Бургундия — ок. 1560, Париж) — французский рисовальщик, живописец, скульптор, гравёр, резчик по дереву и декоратор интерьера, наряду с Жаном и Франсуа Клуэ является одним из представителей искусства Французского Ренессанса школы Фонтенбло, хотя непосредственно в замке Фонтенбло не работал. Известен также как «Отец», или «Старик» (le Père, le Vieux), чтобы отличать его от сына, также называемого Жаном Кузеном (Младшим), — французского рисовальщика, живописца, гравёра, декоратора и скульптора. За свою жизнь Кузен Старший пользовался благосклонностью и работал на четырех королей Франции: Генриха II, Франциска II, Карла IX и Генриха III.
Кузен Старший особенно прославился картиной «Ева — первая Пандора», хранящейся в парижском Лувре.

## Биография
Обстоятельства его жизни мало известны, и ему приписывают многие произведения, выполненные, скорее всего, его сыном Жаном Кузеном Младшим (1522—1594), с которым его часто путают. В последующее столетие в Париже работало немало художников по фамилии Кузен. Среди них наиболее известны: Шарль-Гийом Кузен (1707—1783), скульптор, ученик Гийома Кусту, и Шарль Кузен (1807—1887) — живописец и гравёр.
Родившийся около 1500 года в бедной семье в Суси (Бургундия), Жан Кузен Старший начал скромную карьеру в Сансе, где трудился землемером, затем, изучал технику живописи по стеклу у Жана Гимпе и Грассо. Жан Кузен был «человеком Возрождения»: изучал математику и опубликовал успешную книгу по этой теме. Ещё в годы учения он начал писать трактаты по геометрии. С 1530 года участвовал в живописных работах в аббатстве Волюизан, и делал рисунки для витражей собора Сент-Этьен в Сансе (включая «Легенду о Святой Эвтропе» (La légende de Saint-Eutrope), в церкви Сен-Пьер-ле-Рон в Сенсе, в церкви Сен-Ромен, церкви Кордельеров де Санс (l'église des Cordeliers de Sens), и в других храмах города (последние рисунки не сохранились).
Жан Кузен женился на Мари Рише, дочери Кристофа Рише, камердинера, советника и секретаря короля Франциска I. Этот брак способствовал его карьере художника, однако к тому времени он уже достиг определённых успехов. Став вдовцом, в 1537 году он женился во второй раз на Кристине Николь Руссо, дочери Любена Руссо, королевского прокурора, от которой у него родилась дочь Мари, вышедшая замуж за Этьена Бувье.
Он покинул родной город около 1538 года и отправился в Париж, намереваясь работать ювелиром, но более занимался живописью по стеклу и создал свою самую известную работу — окна Сент-Шапель (Королевской капеллы) в Венсене. Кузен работал с ткачами, выполнив в 1541 году картоны серий шпалер «Жизнь Святой Женевьевы» для церкви Сент-Женевьев-дю-Мон, «История Дианы» и «Жизнь Святого Маммеса», а также другие рисунки, в частности для витражей капеллы больницы Орфевр, для церкви якобинцев в Париже, витражи церкви Сен-Жерве. Жану Кузену также приписывают витражи в технике гризайль, выполненные для замка Ане.
В 1537 году он женился в третий раз на Мари Бувье, дочери Анри Бойе (чьё имя быстро «французировалось» до Бувье), от которой у него не было детей. Он писал портреты членов своей семьи (зятя Жана II Бувье, племянника Эстьена, дочери Мари Кузен, Жана III Бувье и Савиньен де Борн, жены последнего).
Жан Кузен выполнил огромное количество рисунков для манускриптов, часословов, в том числе миниатюры молитвенника Генриха II, хранящегося сейчас в Национальной библиотеке в Париже, а также для гравюр многих печатных изданий. Он также был иллюстратором книг, создавал рисунки для гравюр на дереве и часто выполнял их сам. «Библия», опубликованная в 1596 году Ле Клерком, а также «Метаморфозы и послания Овидия» (1566 и 1571 годы соответственно) содержат его наиболее успешные работы как художника-иллюстратора. Кузен гравировал в манере Пармиджанино, среди его офортов — «Благовещение» и «Обращение Савла»; из гравюр на дереве наиболее известна работа «Прибытие Генриха II и Екатерины Медичи в Руан» (1551).
Считается также, что он одним из первых во Франции стал использовать технику масляной живописи, вместо традиционной темперы.
В 1549 году Кузен работал вместе с Жаном Гужоном над созданием оформления торжественного прибытия в Париж нового короля Генриха II и украсил одну из триумфальных арок изображением Пандоры, которую он использовал в своей знаменитой картине «Ева — первая Пандора» (Eva prima Pandora), выполненной в том же году.
В сотрудничестве с тремя ювелирами Хансом Йонком, Тибо Лораном и Масе Бего он создал композицию «Золотой сад трёх королей» (Le verger d’or aux trois rois), подарок города Парижа королю. Он также был бы известен как скульптор либо как автор рисунков, по которым работали другие скульпторы, даже если его работы иногда приписывают другому Жану Кузену, только скульптору, не имеющему к нему никакого отношения. Таким образом, его предположительно считают автором алебастровой гробницы Филиппа де Шабо, группы, изображающей Венеру и Любовь, расписных каменных статуй, изображающих Филиппа де Коммина и Элен де Шамб, мраморного бюста и бронзового медальона Карла V, барельефов могила Франсуа де Ларошфуко, надгробий Луи де Брезе, Жака де Брезе, мавзолей Дианы де Пуатье, а также такие произведения, как статуэтка из слоновой кости, изображающая Святого Себастьяна.

## «Ева — первая Пандора»
Жана Кузена вдохновляли творения Леонардо да Винчи и Альбрехта Дюрера, хорошо известные во Франции, а также художников итальянского Возрождения и маньеризма. В картине «Ева — первая Пандора» (Eva Prima Pandora, 1550) мы видим влияние итальянского скульптора Бенвенуто Челлини, который создал Нимфу Фонтенбло. Очевиден общий стиль школы Фонтенбло с особенным вниманием к несколько манерному изображению красоты человеческого тела, заданный скульптурой Челлини, а также работами других итальянцев в замке Фонтенбло: Россо Фьорентино и Франческо Приматиччо.
Пандора (др.-греч. Πανδώρα — Всем одарённая или одаряющая всем), согласно древнегреческой мифологии, была создана по велению Зевса в наказание людям за похищение для них огня титаном Прометеем. В своеобразной эстетике школы Фонтенбло Пандору в качестве олицетворения тайны тёмных и необузданных сил противопоставляли образу Афины, воплощающей светлое, рациональное начало творчества, искусств и ремёсел. Историю с «ящиком Пандоры» также в духе гедонистической эстетики трактовали весьма своеобразно как символ «тёмных, необузданных сил женской души», от которых происходят все несчастья на свете. Не случайно на картине Кузена мы видим кубок (предмет ювелирного искусства) — символ соблазна, и череп — атрибут композиций жанра «Vanitas» (Суета, бренность, тщеславие).
В этой композиции соединены образы Евы, нарушившей запрет Бога и лишившей людей бессмертия и безмятежного счастья, и Пандоры, движимой любопытством, сделавшей то же самое. Считается также, что положение тела Пандоры «было подсказано Кузену произведениями венецианцев», прежде всего Спящей Венеры Джорджоне и последующих «Венер» Тициана, восходящих к античным прообразам Нимф источника.
Изображений и литературных произведений, посвящённых «Новой Еве», от которой происходят все несчастья, в Фонтенбло, по-видимому, было множество, они были утрачены в последующее время, но сохранилась картина Кузена, возможно, созданная в качестве иллюстрации к поэтическому тексту. Морализаторскую идею трактовали весело, в духе куртуазной эстетики, царившей при королевском дворе в Фонтенбло. «Ева выглядела столь соблазнительно, что это провоцировало на обратное прочтение сюжета: Пусть будут все беды, красота того стоит!».

## Жан Кузен как теоретик искусства
Помимо своих ранних работ по математике, Жан Кузен опубликовал в 1560 году, незадолго до смерти, трактат о перспективе (Livre de Perspectives). В предисловии к книге он отметил, что вскоре выпустит продолжение: «Руководство по портретной живописи» (Livre de pourtraicture), или: «Руководство по портретной живописи мастера Жана Кузена» (Livre de pourtraiture de maistre Iean Cousin). Несмотря на сообщения о том, что «Руководство» было впервые напечатано в 1571 и снова в 1589 году, никакие экземпляры этих лет не были найдены. Скорее всего первый выпуск «Руководства» был издан в Париже в 1595 году Давидом Леклерком. Иллюстрации гравировал Жан Леклерк, уже после смерти Жана Кузена Младшего. Эта книга — одна из самых известных среди ранних трактатов по пластической анатомии для художников. Её переиздавали в XVII столетии и позднее.
Руководство содержит простые рекомендации как рисовать отдельно взятые части тела человека, а также «полный внешний облик мужчин, женщин и детей в профиль и анфас, со спины, с учётом пропорций, измерений и размеров, а также определённых правил, позволяющих искусно уменьшить в масштабе все выше названные образы».

## Галерея

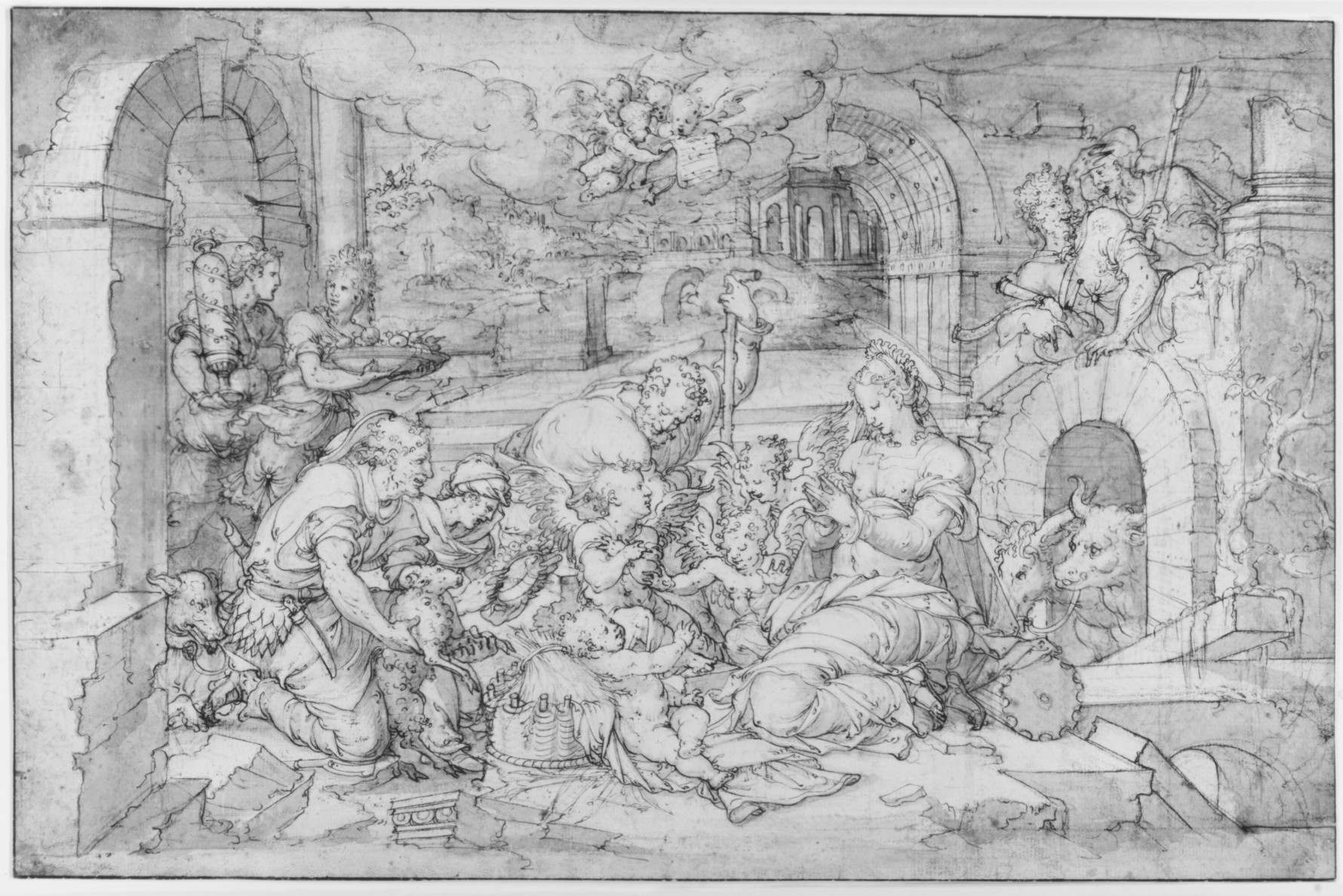
Поклонение пастухов. Бумага, тушь, белила, перо, кисть. Метрополитен-музей, Нью-Йорк
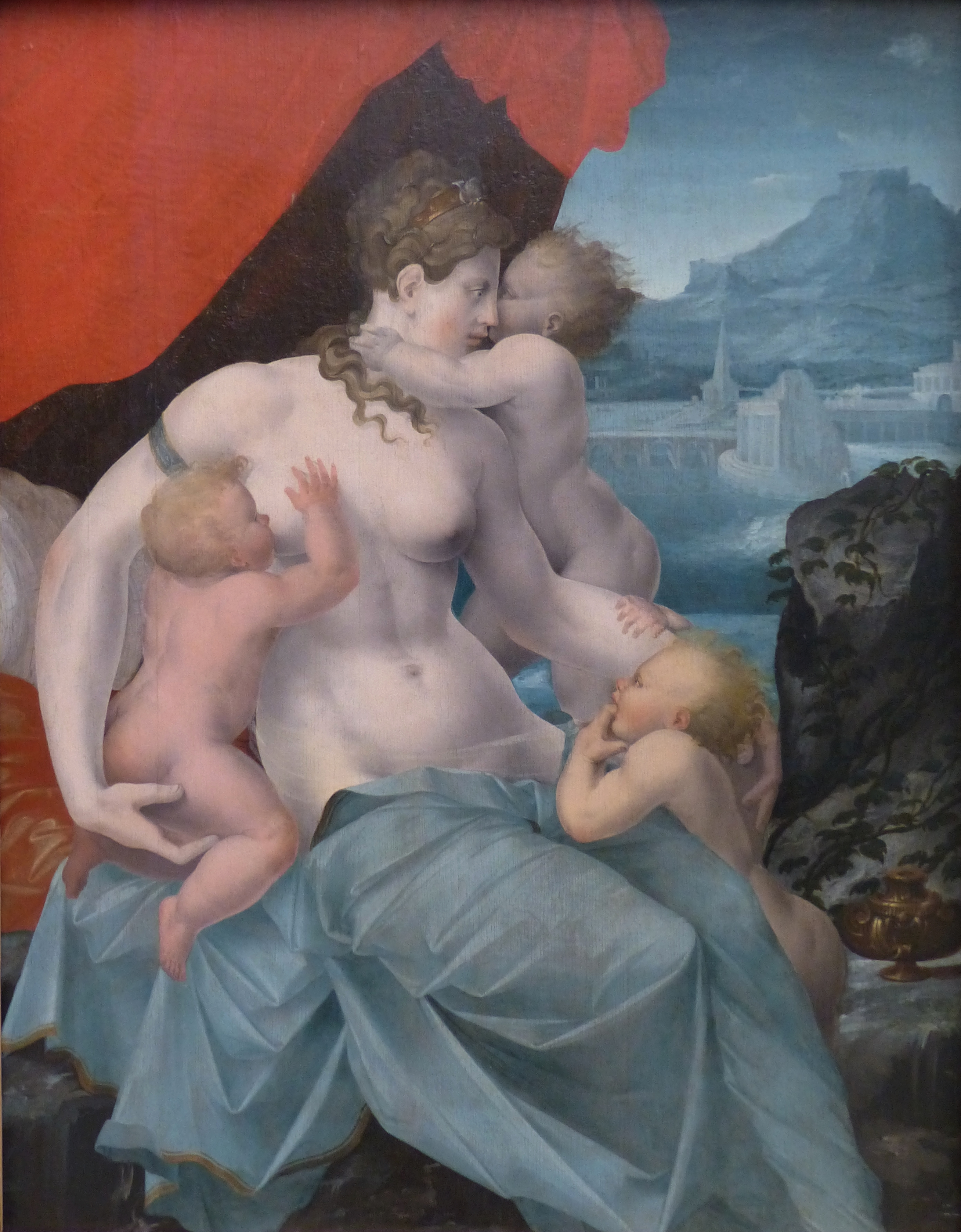
Милосердие. Между 1540 и 1545. Дерево, масло. Музей Фабра, Монпелье
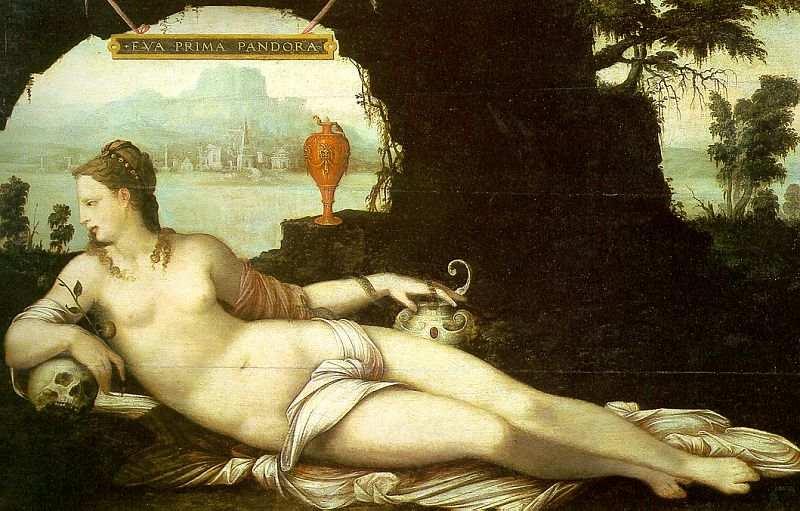
Ева — первая Пандора. 1550. Дерево, масло. Лувр, Париж
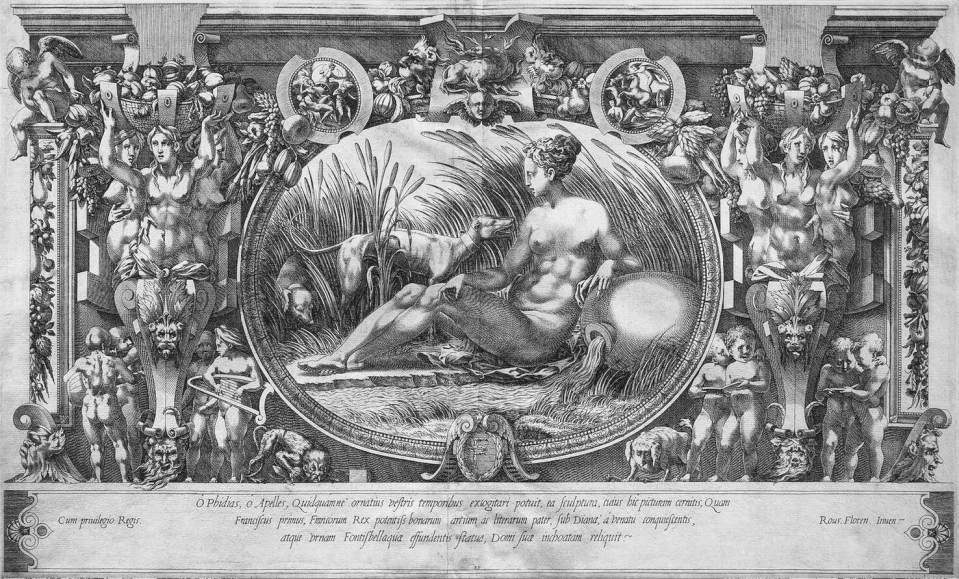
П. Милан, Р. Буавен по рисунку Россо Фьорентино. Нимфа Фонтенбло. 1554. Гравюра резцом на меди
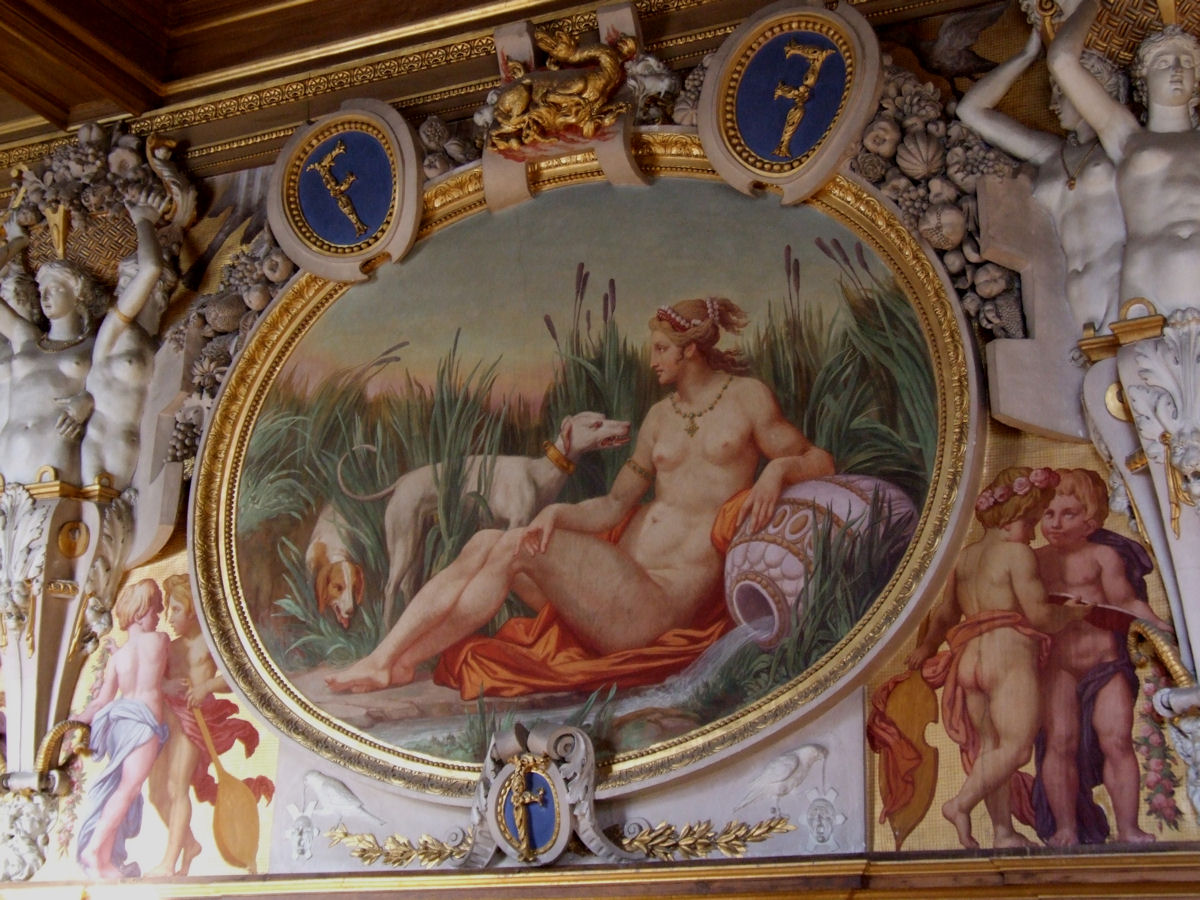
Россо Фьорентино. Нимфа Фонтенбло. Фреска Галереи Франциска I во дворце Фонтенбло
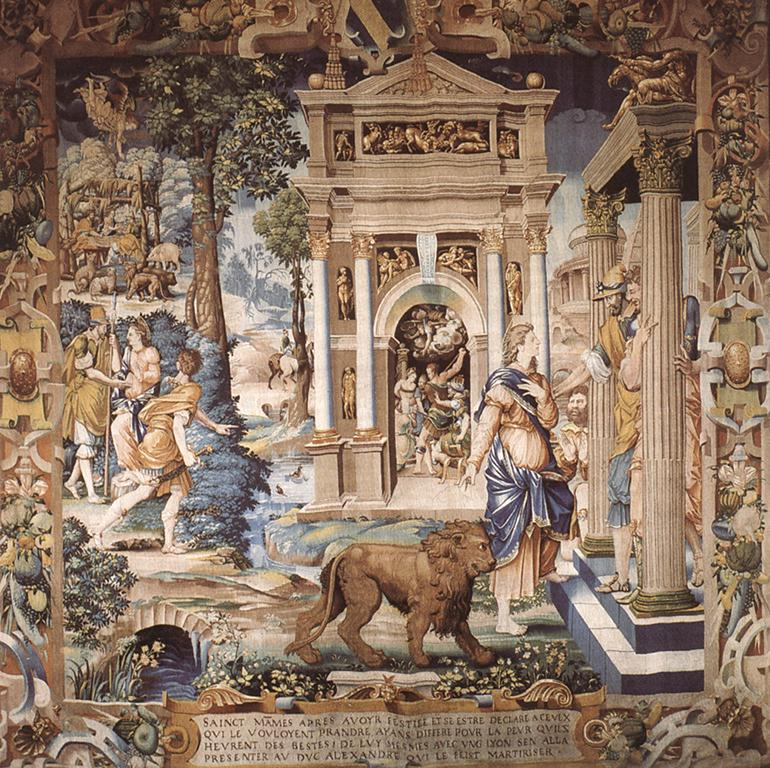
Шпалера серии «Жизнь Святого Маммеса». 1541. Лувр, Париж
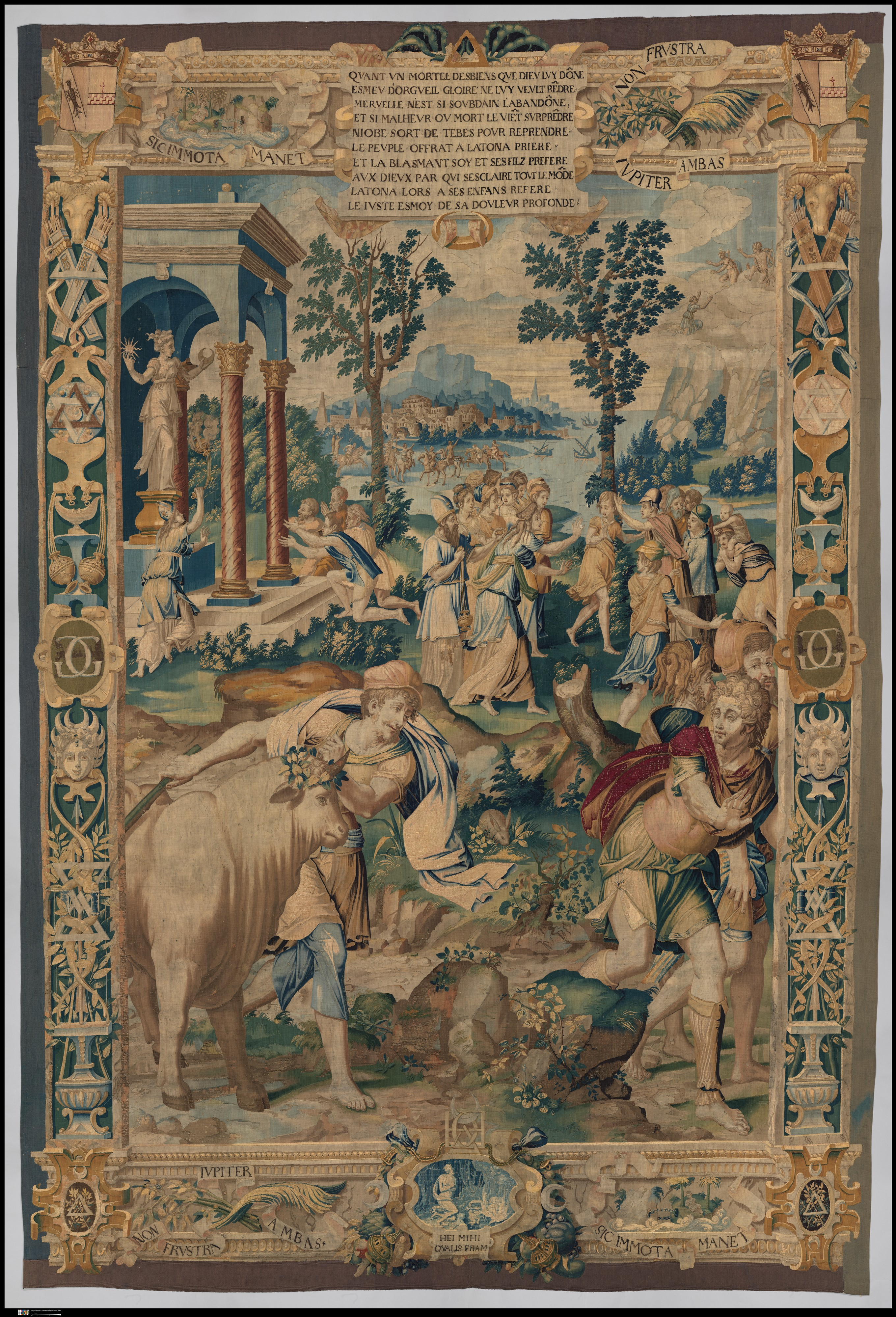
Богохульство Ниобеи. Шпалера серии «История Дианы». 1541. Лувр, Париж
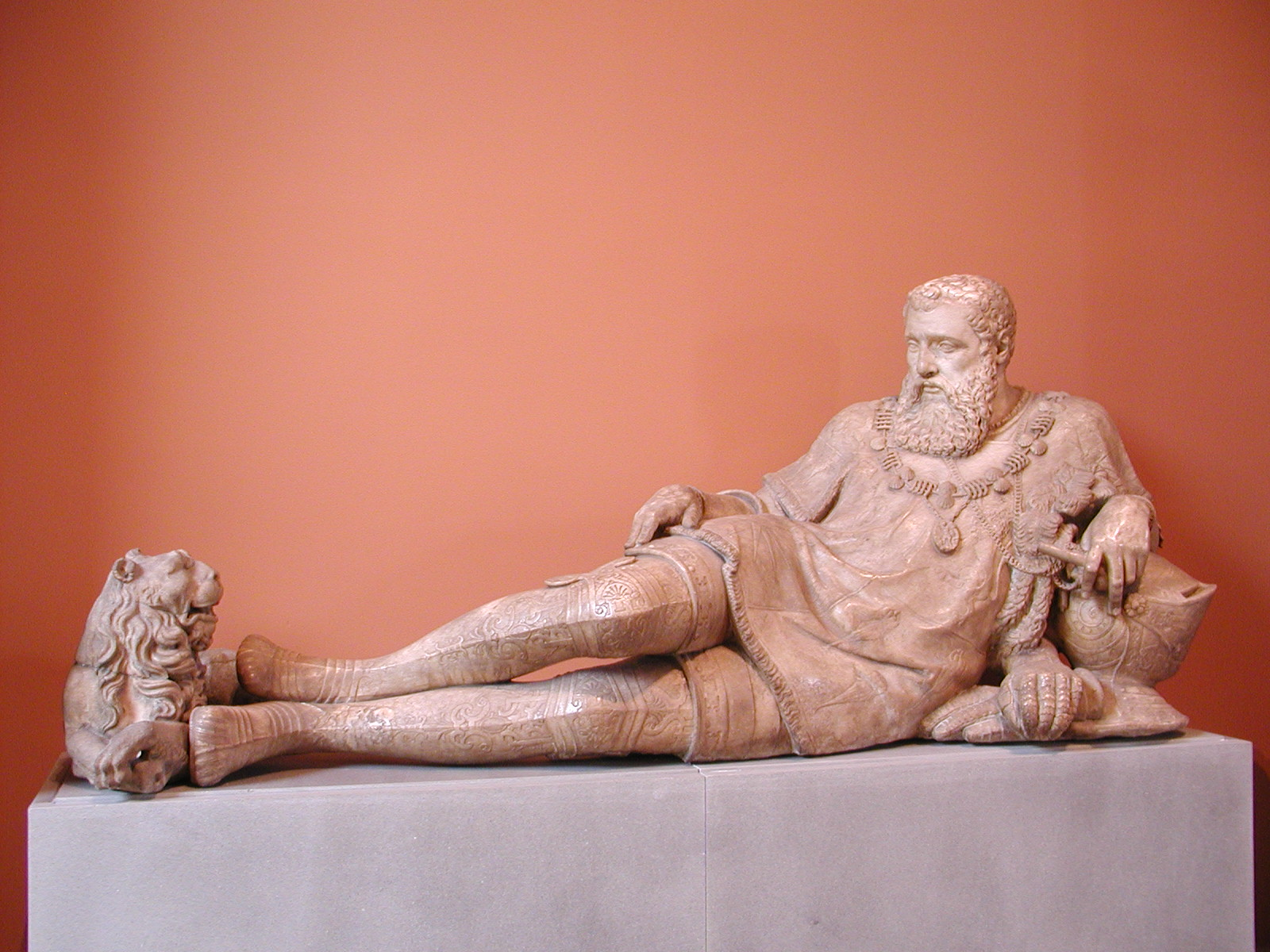
Надгробие Филиппа де Шабо. Лувр, Париж
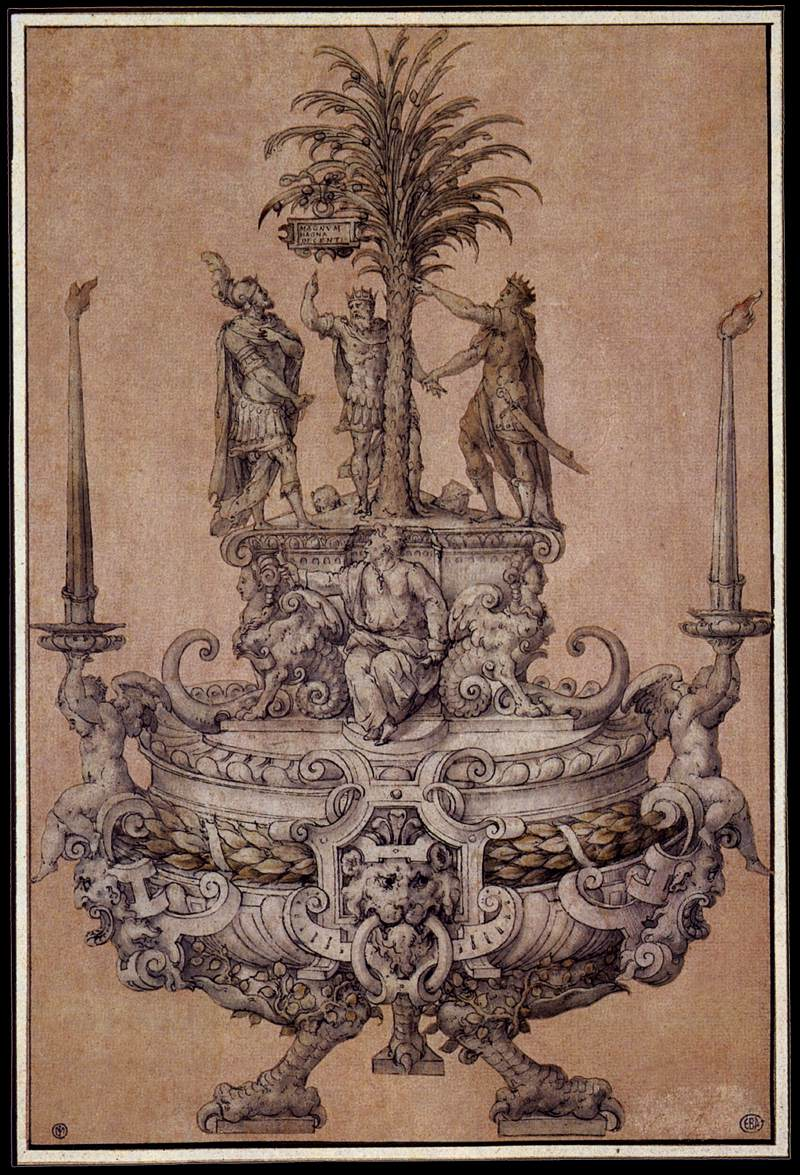
«Корабль». 1549. Пергамент, тушь, акварель, перо, кисть. Школа изящных искусств, Париж

## Страницы издания «Руководство по портретной живописи мастера Жана Кузена». 1595

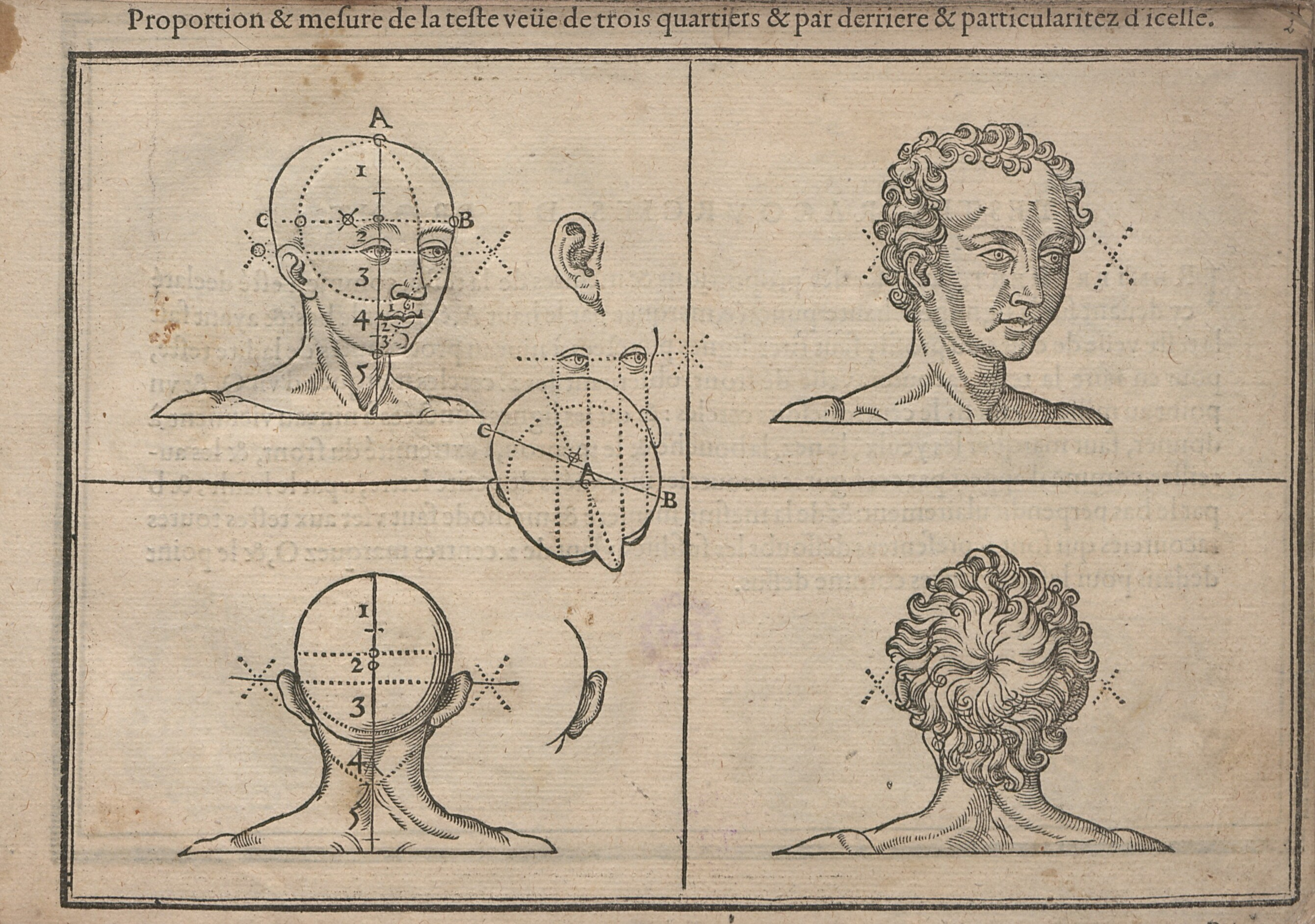
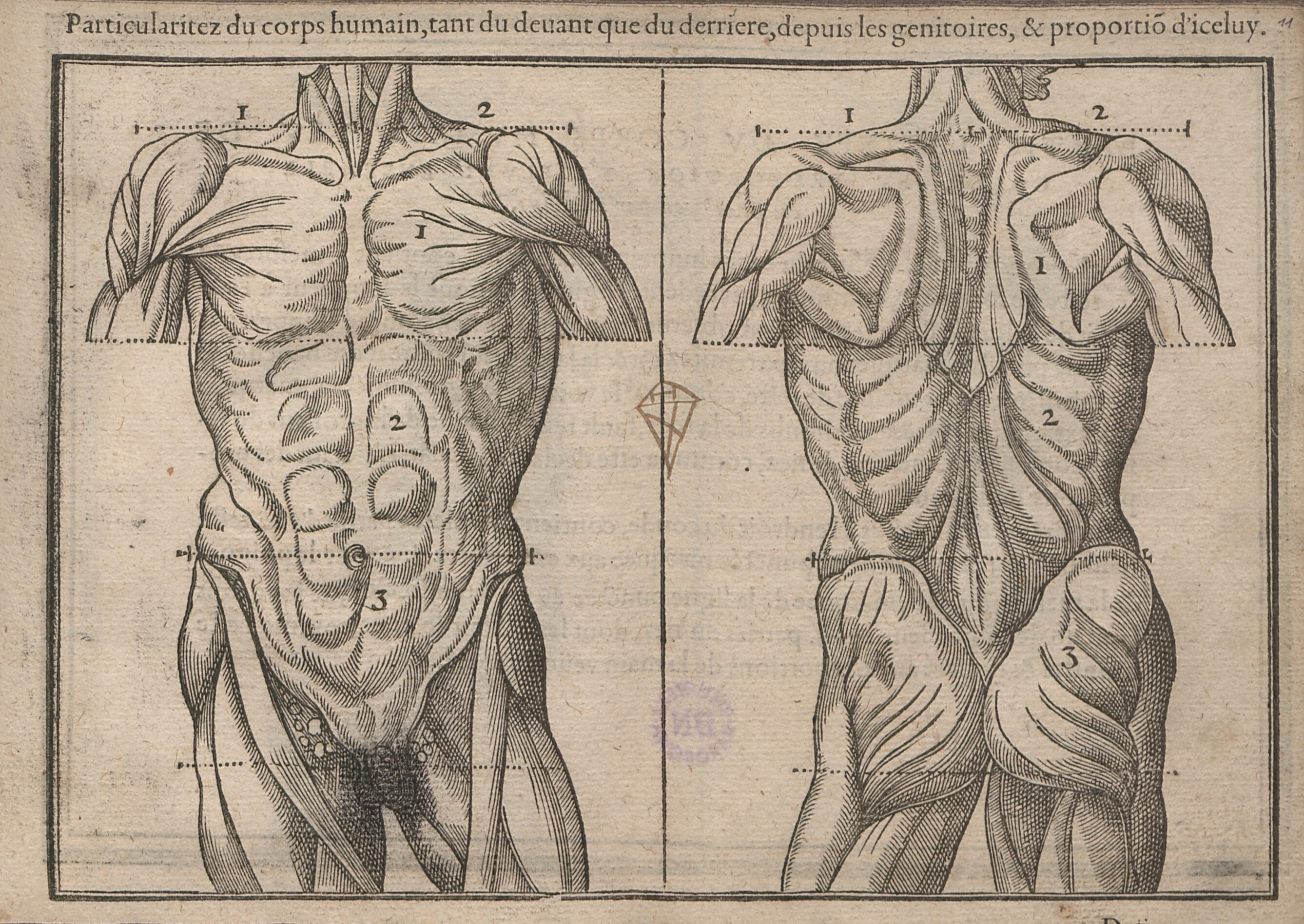
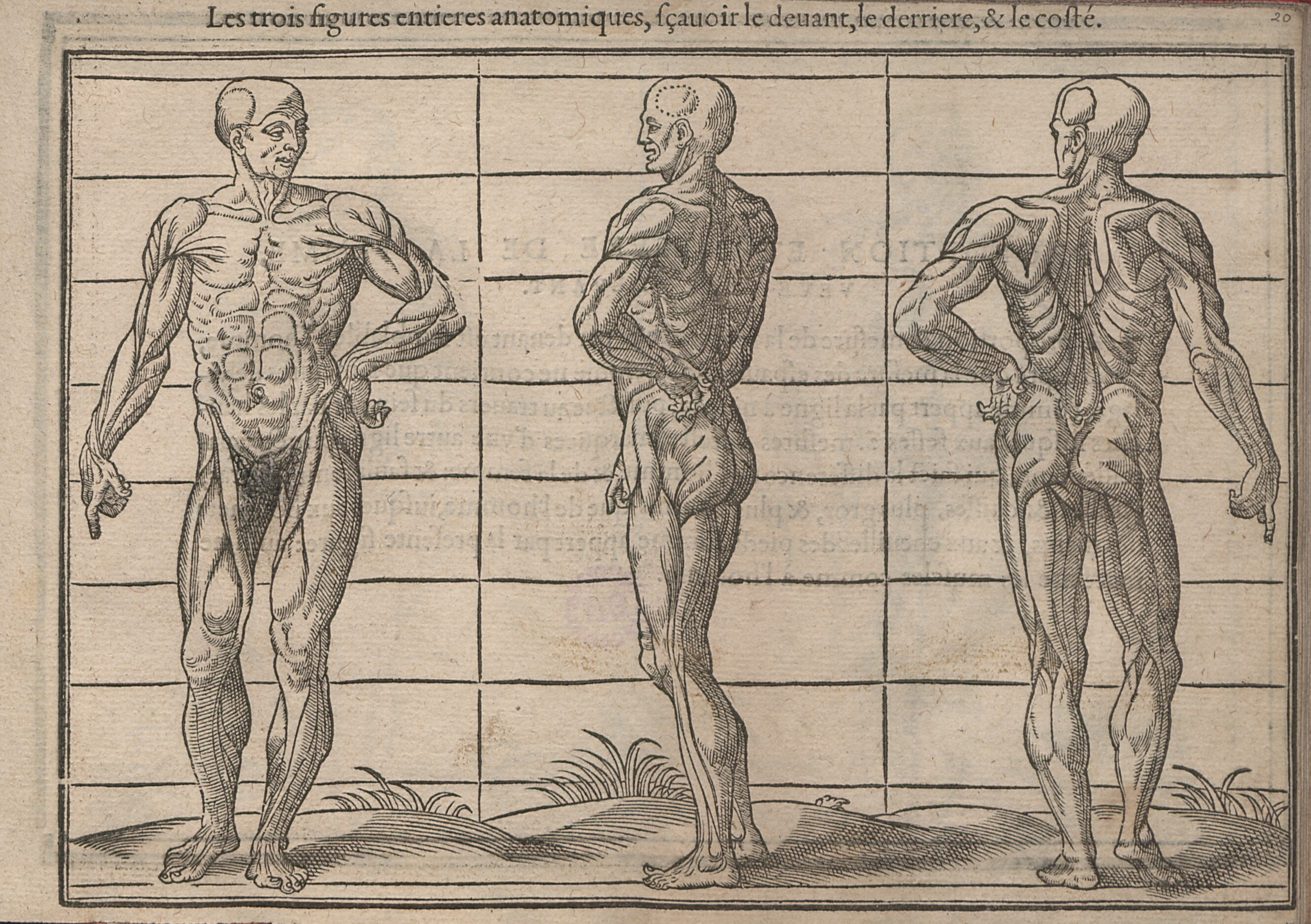
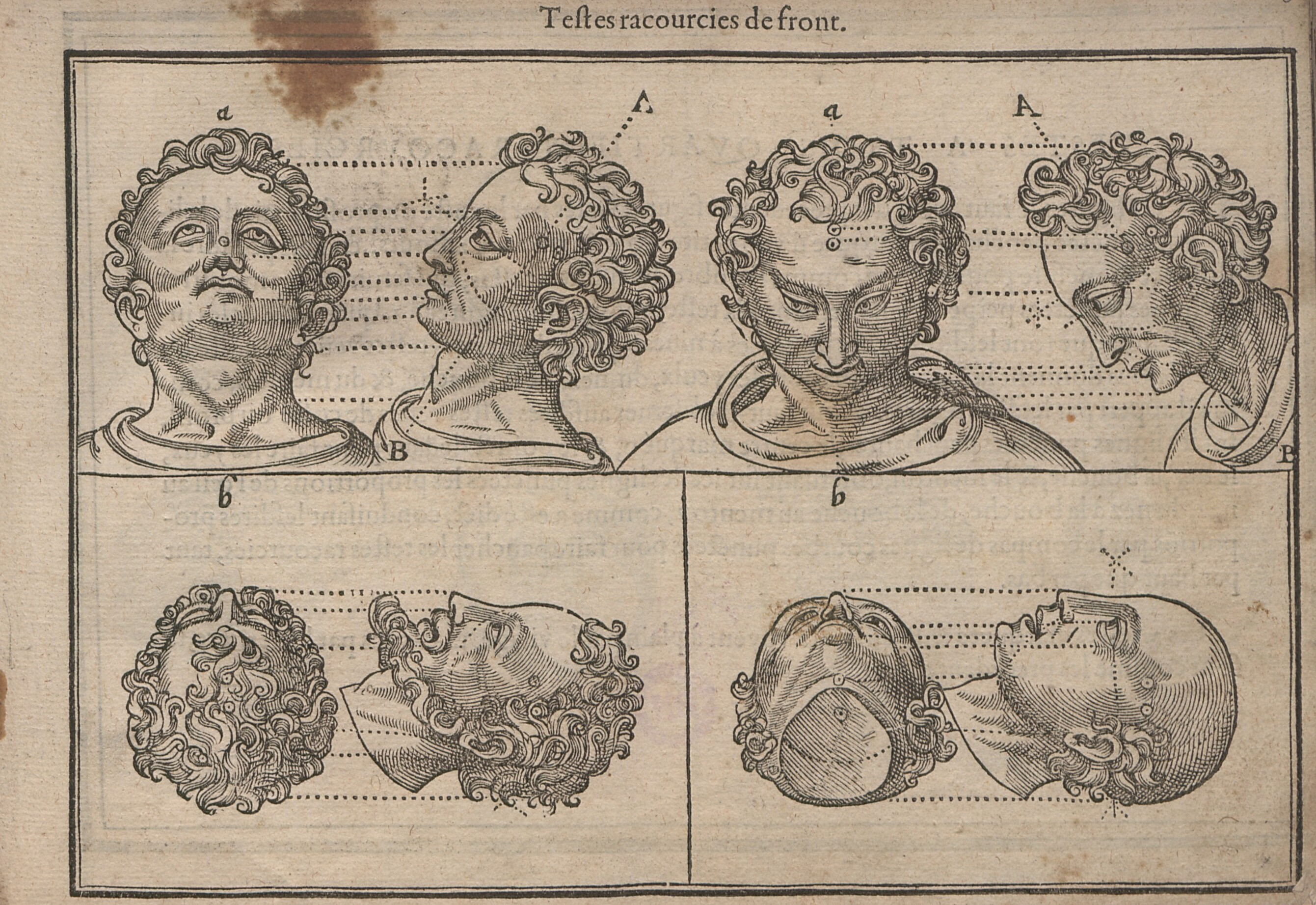
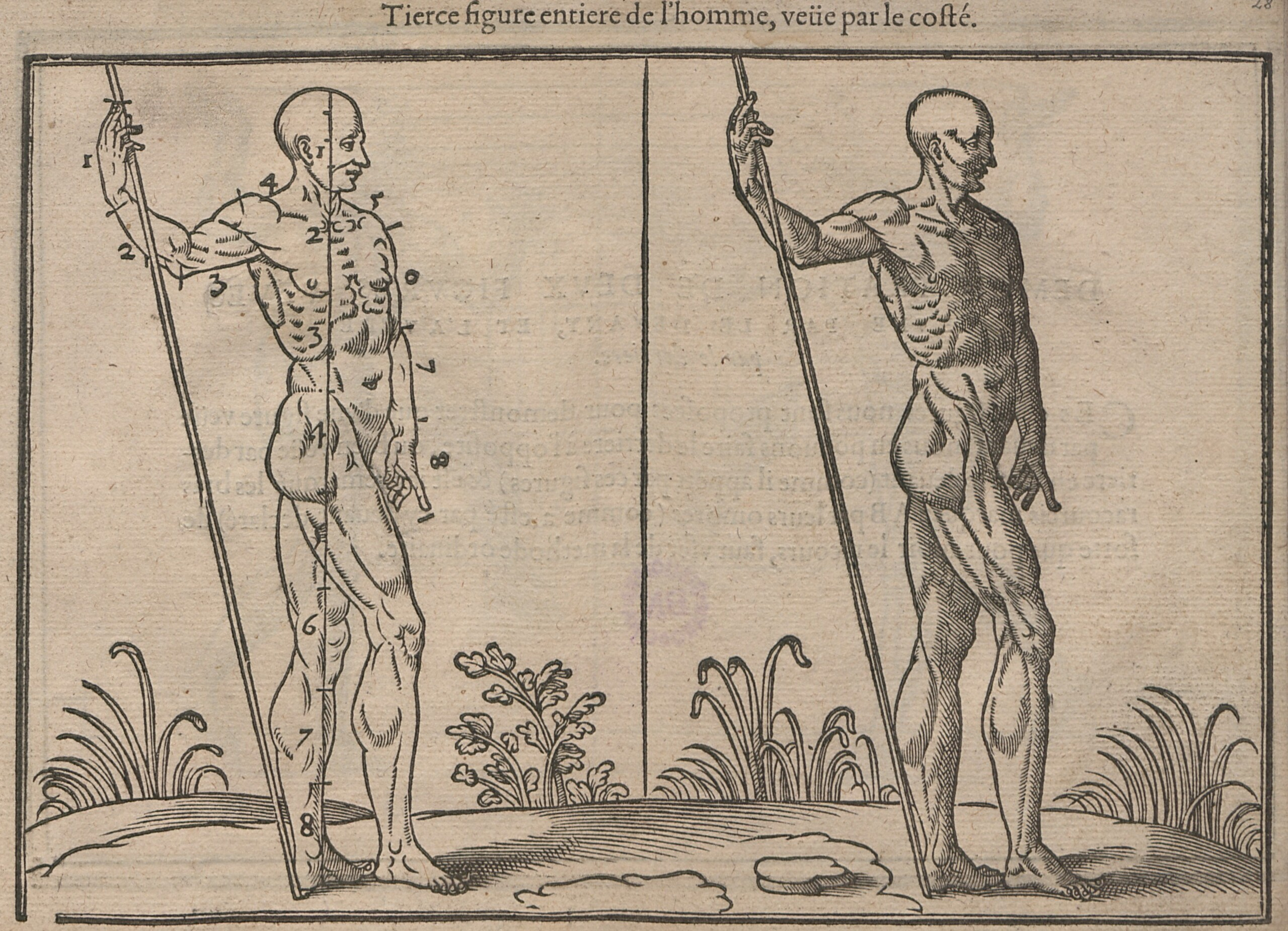
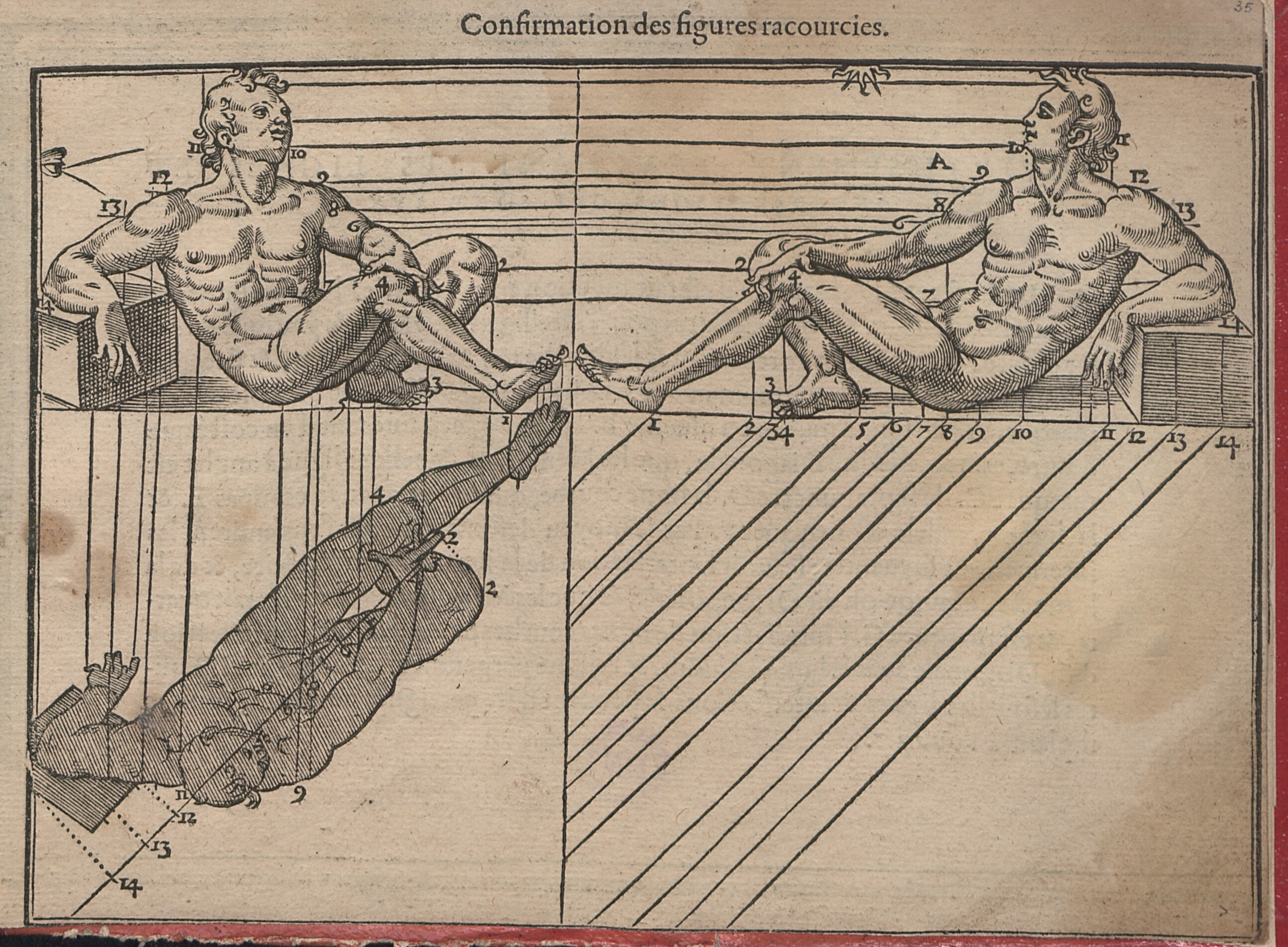
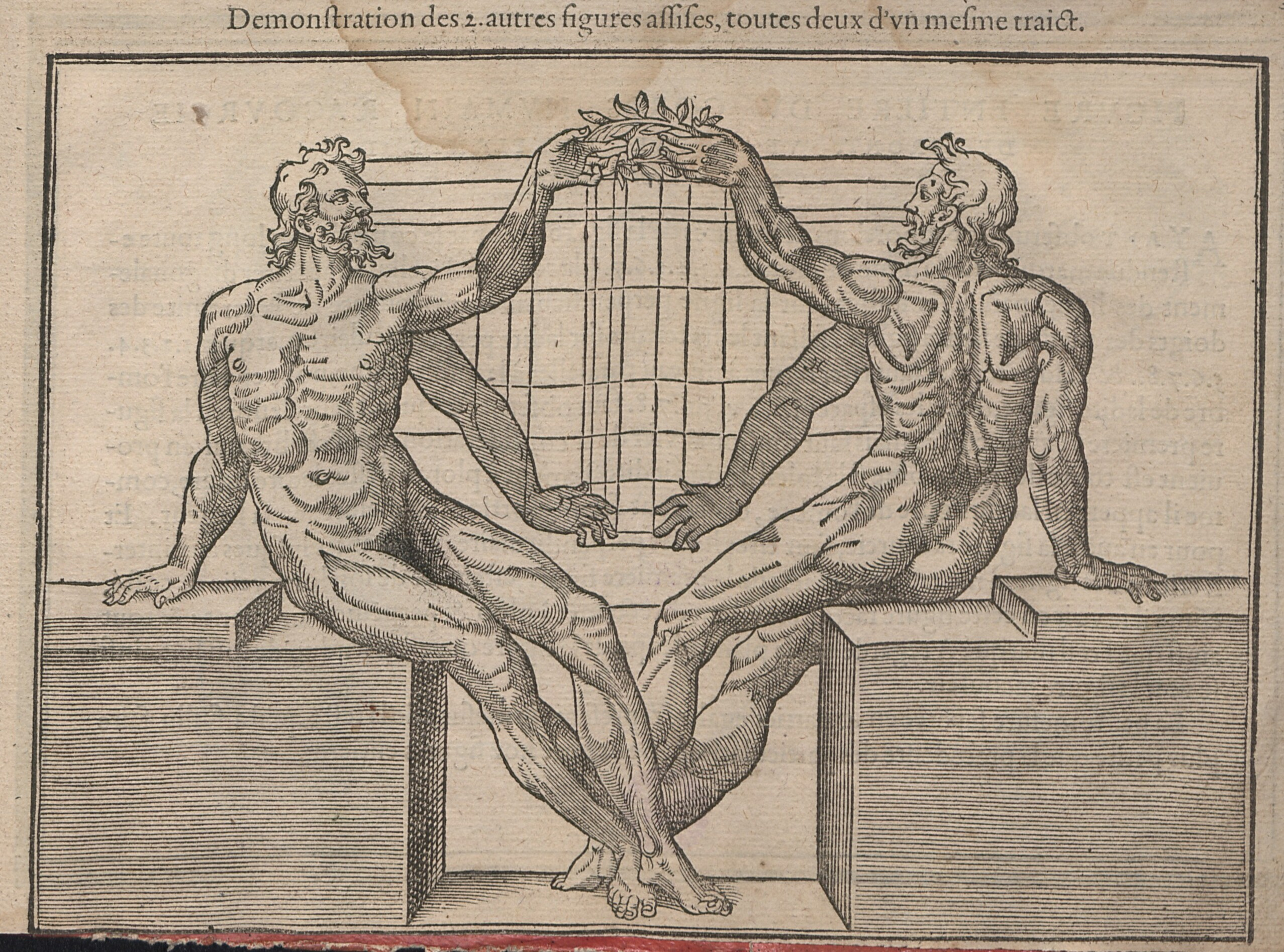